# Ferenc Molnár

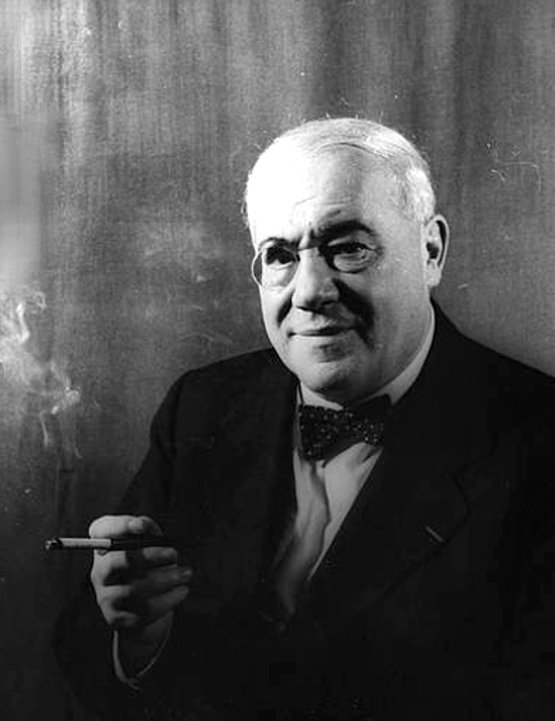
Ferenc Molnár 1941.
Foto: Carl Van Vechten.

Ferenc Molnár (även känd som Franz Molnár), född 12 januari 1878 i Budapest, död 1 april 1952 i New York, var en ungersk författare och dramatiker. 
Molnárs pojkbok Pálgatans pojkar (1907) är ett framstående verk inom den ungerska ungdomslitteraturen. Han vann också internationell berömmelse med sina skådespel, som utmärker sig genom sin mästerliga scen- och dialogteknik. Mest känd är Liliom (1909) som 1934 filmatiserades av Fritz Lang och 1945 bearbetades till musikalen Carousel av Rogers och Hammerstein.
År 1940 lämnade Molnár på grund av judelagarna Ungern och emigrerade till USA, där han gav ut självbiografin Companion in Exile (1951).

## Översättningar till svenska
- På liv och död (A Pál utcai fiúk) (översättning Aslög Davidson, Geber, 1933)
- Den musicerande ängeln: roman (A zenélő angyal) (översättning Aslög Davidson, Geber, 1934)
- En komedi på slottet: en ankedot (Spiel im Schloss) (otryckt översättning av Gustaf Molander för Radioteatern 1954)
- Teater: pjäs (Feldmarschall) (otryckt översättning av Lars Madsén, radioarrangemang Werner Hausmann, för Radioteatern 1955)
- Pálgatans pojkar (A Pál utcai fiúk) (Nyutgivning av På liv och död, ungersk omarbetning för undervisningsändamål av József Goretity, översättning Eugen Storlind, Storlind, 1998)
- Ängeln och skyltdockan (A kékszemű) (ill., Károly Reich, översättning Susanna och Ulf Fahlström, Sivart, 2008)